# Жан-Марк Александр
Жан-Марк Александр (фр. Jean Alexandre, нар. 24 серпня 1986, Веретт) — гаїтянський футболіст, нападник клубу «Хан Юен».
Виступав, зокрема, за клуби «Лінн Файтінг Найтс» та «Неджері Сембілан», а також національну збірну Гаїті.

## Клубна кар'єра
Народився 24 серпня 1986 року в місті Веретт. Вихованець футбольної школи університетського клубу «Лінн Файтінг Найтс» (НКАА).
У дорослому футболі дебютував 2005 року виступами за команду клубу «Лінн Файтінг Найтс», в якій провів один сезон, взявши участь у 31 матчі чемпіонату. Більшість часу, проведеного у складі, був основним гравцем атакувальної ланки команди.
Своєю грою за цю команду привернув увагу представників тренерського штабу клубу «Пальм Біч Пумас», до складу якого приєднався 2006 року. Відіграв за Відіграв за наступний сезон своєї ігрової кар'єри.
2007 року повернувся до клубу «Лінн Файтінг Найтс». Цього разу провів у складі його команди один сезон. Граючи у складі також здебільшого виходив на поле в основному складі команди. У складі У складі був одним з головних бомбардирів команди, маючи середню результативність на рівні 0,68 голу за гру першості.
З 2008 року один сезон захищав кольори команди клубу «Вентура Каунті Ф'южн».
Протягом 2009 року захищав кольори команди клубу «Реал Солт-Лейк».
У 2009 році на правах оренди захищав кольори команди клубу «Остін Ацтекс», після чого повернувся до «Реал Солт-Лейк».
Згодом з 2011 по 2014 рік грав у складі команд клубів «Сан-Хосе Ертквейкс» та «Орландо Сіті».
З 2014 року два сезони захищав кольори малайзійської команди «Неджері Сембілан».
До складу клубу «Форт-Лодердейл Страйкерс» приєднався 2016 року. Відтоді встиг відіграти за команду з курортного Форт-Лодердейл 11 матчів в національному чемпіонаті.
Відігравши сезон у складі «Південна Флорида» перейшов до китайського клубу «Хан Юен».

## Виступи за збірну
2008 року дебютував в офіційних матчах у складі національної збірної Гаїті. Наразі провів у формі головної команди країни 39 матчів, забивши 2 голи.
У складі збірної був учасником розіграшу Золотого кубка КОНКАКАФ 2009 року в США, розіграшу Золотого кубка КОНКАКАФ 2013 року в США, розіграшу Золотого кубка КОНКАКАФ 2015 року в США і Канаді, розіграшу Кубка Америки 2016 року в США.